# 冠一
上海冠一通用飛機有限公司是位於中國上海、經營通用航空飛機的民營航空科技公司。業務範圍除通用飛機的研製外，還包括產品銷售和航空工程技術等服務。現任董事長為朱頌華。

## 歷史
冠一通用飛機有限公司的前身為「冠一航空工業技術有限公司」，於2009年成立。初期通過為國內民用飛機提供零件和技術服務，包括AG600、ARJ21、 C919、 MA60/600、 MA700及Z15等機種，積累了航空技術研發及質量管理經驗，並獲得了國際航空質量管理體系AS9100的認證。
2014年底，冠一開始了通用飛機的自主研製，第一個項目是GA20，這是中國第一架具備與國際頂級通用飛機公司完全對等的完整智慧財產權的民營通用飛機。

## GA20
GA20 為中國首款民營企業自主研製的通用飛機，從設計之初就以中、美、歐三大適航標準為最低研製要求。其最大續航里程1200公里，最大速度可360公里/小時，爬升率3.4米/秒，在2600米高度75%功率的情況下燃油消耗量為32升/小時。
GA20為單發四座固定翼螺旋槳通用飛機，搭載Lycoming O-320發動機、Garmin航電系統和全碳纖螺旋槳，採用金屬為主與碳纖复材為輔的結構設計，長8.1米，高2.9米，淨重680公斤，可負載400公斤。
GA20的開發團隊包括前法國民航局適航總監Jean-Paul VAUNOIS和C919總設計和氣動設計張錫金等，並有前運12總師宋洪興作顧問。

### 里程碑
- 2014年底啟動研發[4]
- 2016年11月1日於珠海航展作公開亮相[5]
- 2018年5月21日於江西南昌總裝下線、並完成滑跑演示[6]
- 2018年9月19日在南昌航空城的機場首飛成功[7]